# رافاييل غارسيا أغيليرا
رافاييل غارسيا أغيليرا (بالإسبانية: Rafael García Aguilera)‏ (28 مايو 1990 بقرطبة في إسبانيا - ) هو لاعب كرة قدم إسباني في مركز الدفاع. شارك مع منتخب إسبانيا لكرة القدم داخل الصالات. أما مع النوادي، فقد لعب مع ElPozo Murcia FS ‏ وFS Cartagena ‏.

## وصلات خارجية
- رافاييل غارسيا أغيليرا على موقع الاتحاد الأوربي (الإنجليزية)